# Целебесская черепаха
Целебесская черепаха (лат. Indotestudo forstenii) — вид сухопутных черепах. Крайне редкий эндемичный вид.

## Описание

### Внешний вид
Черепаха средних размеров, длина её панциря до 25—30 см.

### Питание
Растительноядны. Питаются опавшими плодами в лесах и старых садах.

### Распространение
Обитают только на островах Сулавеси и Хальмахера. На Сулавеси он известен только из одной местности около Суламатта на крайнем севере острова, а также из заповедника Моровали в его центре. По острову Хальмахера данных почти нет.
Поиски, специально проводившиеся в северной и центральной частях острова Сулавеси результатов не дали. Известны лишь четыре особи в заповеднике Моровали.
Есть опасность полного исчезновения этого вида.

### Поведение
Целебесские черепахи любят бродить по мелкой воде, а на отдых скрываются в густых зарослях растительности. Крайне скрытны.
Отсутствует информация по биологии вида.